# Pipette
En pipette er et instrument man bruger i et laboratorium til at transportere væske. Teknikken i pipetten går på at, væsken suges op i et rør vha. undertryk, og tømmes ud igen med tryk. Ofte bruger man en pipettebold til formålet.

## Typer af pipetter
Der findes mange forskellige typer pipetter, og de kan være fremstillet af glas eller plastic. Nogle pipetter er beregnet til at måle et bestemt volumen af meget præcist, mens andre slet ikke har gradueringer.
Fuldpipetter er kendetegnet ved at have en udposning midt på røret. 

### Pasteurpipetter
Pasteurpipetter findes i en glas- og en plasticvariant. Glaspasteurpipetter har ingen gradueringer, og de benyttes ofte til at flytte organiske opløsninger fra en beholder til en anden. De er spidse i den ene ende, mens den anden ende passer til en standard pipettebold. Spidsen kan have forskellig længde. Plasticpasteurpipetter kan have grove gradueringer, men de er der ikke altid. De er fremstillet af blødt plast, og de er kun åbne i den ene ende. Den anden ende fungerer som pipettebold ved at man trykker den sammen.